# Сир

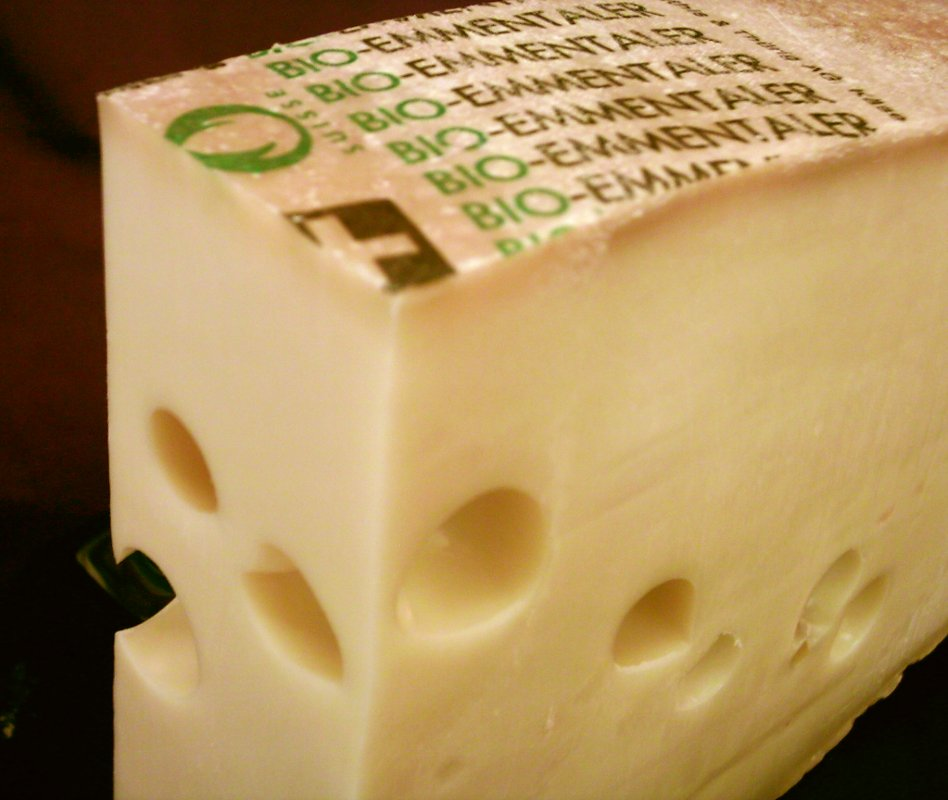
Сир Емменталь із характерними дірками

Сир — їжа, що виготовляється з молока різних тварин шляхом зброджування його сичугом або різними молочно-кислими бактеріями і відокремленні сироватки. Харчовий продукт виготовляють у вигляді напівтвердої чи твердої маси, яку одержують сквашуванням молока і подальшою обробкою згустку. Існує багато видів сиру, і їх класифікують, наприклад, за типом молока, вмістом жиру, консистенцією, процесом виробництва та часом дозрівання. Як правило, використовується молоко домашньої худоби: корів, кіз, овець, буйволів. Зазвичай має світло-жовтий або білий колір.
Сир — один з найпопулярніших харчових продуктів у світі. У світі виготовляють сотні сортів сиру. Їхні тип, консистенція і аромат залежать від походження молока (включаючи харчування тварин), того, чи було воно пастеризоване, жирності, бактерій і цвілі, обробки, умов і тривалості дозрівання. Як ароматизатори можуть використовувати трави, спеції або деревний дим. Жовтий та червоний колір багатьох сирів є наслідком додавання аннато. Пліснява у сирах з цвіллю може мати білий, синювато-зелений або темно-червоний колір.
Сир можна подавати на сніданок, обід, вечерю. У деяких народів гострі сири подають на десерт, перед фруктами.

## Етимологія
Праслов'янське *syrъ («сир», «сирий») походить від праіндоєвроп. кореня *sūro/*souro («кислий», «солоний», «гіркий») і споріднене з лит. sūris («сир»), латис. sũrs («гіркий»), дав.-в.-нім. sûr («кислий»), дав.-ісл. sýra («кисле молоко») і súrr («закваска»).

## Історія

### Походження
Сир є давньою їжею, чиє походження передує писемній історії. На даний момент немає переконливих доказів про місце походження сироваріння, однак воно поширилося на Європу ще до римських часів. Найдавніший сир був знайдений у Єгипті, і був виготовлений близько 2300 р.р. до нашої ери. Відомі шумерські записи про сир, що датуються 4000 р.р. до нашої ери. Імовірно, сироварінню щонайменше 8000 років. У шлунках багатьох жуйних тварин міститься сичужок — фермент, що використовується для створення сиру. З іншого боку, шлунки тварин використовували для транспортування рідин. Таким чином, уже в прадавні часи були всі умови для випадкового винайдення сиру.

### Давні Греція та Рим
Давньогрецька міфологія приписує відкриття сиру Арістею. Одіссея Гомера змальовує виробництво та зберігання циклопами овечого та козячого молока (переклад Бориса Тена):
|  | Швидко добралися ми до печери, але не застали Велетня в ній, — десь пас він отару свою густорунну. От увійшли ми в печеру і стали усе оглядати: Сиру там кошики повні стояли, ягнята й козлята В стійлах тіснились вузьких... Сидячи, сам подоїв уже й кіз, і овець мекотливих, Всіх за чергою, і кожній тоді підпустив сосунятко. Білого він молока на кисле узяв половину. Сир віддавивши, поклав у плетені кошики зразу. |

Ще до римських часів сир був щоденною їжею, а сироварство — визрілим ремеслом. Трактат «Про сільське господарство» Колумелли (65 р. н. е.) детально описує процес сироварства, що включає сичужне згущення, стискання сиру, його соління та дозрівання. Природнича історія Плінія (77 р. н. е.) присвячує окремий розділ (XI, 97) розповіді про різноманітність сирів, якими насолоджувалися римляни ранньої Імперії. Він також заявив, що найкращі сири походили із сіл біля Німу, але не могли довго зберігатися й мали бути з'їденими ще свіжими. Сири Альп та Апеннінів були такими ж видатними за свою різновидність як і зараз. Зазначено, що лігурські сири були здебільшого з овечого молока, і деякі неподалік вироблені сири могли важити аж по тисячу фунтів. Сир з козячого молока був новим смаком для Риму, будучи покращеним за допомогою копчення «лікарський смаком» схожих сирів Галлії. Серед заморських сирів Пліній віддавав перевагу вітінським із Малої Азії.

## Класифікація за способами виготовлення

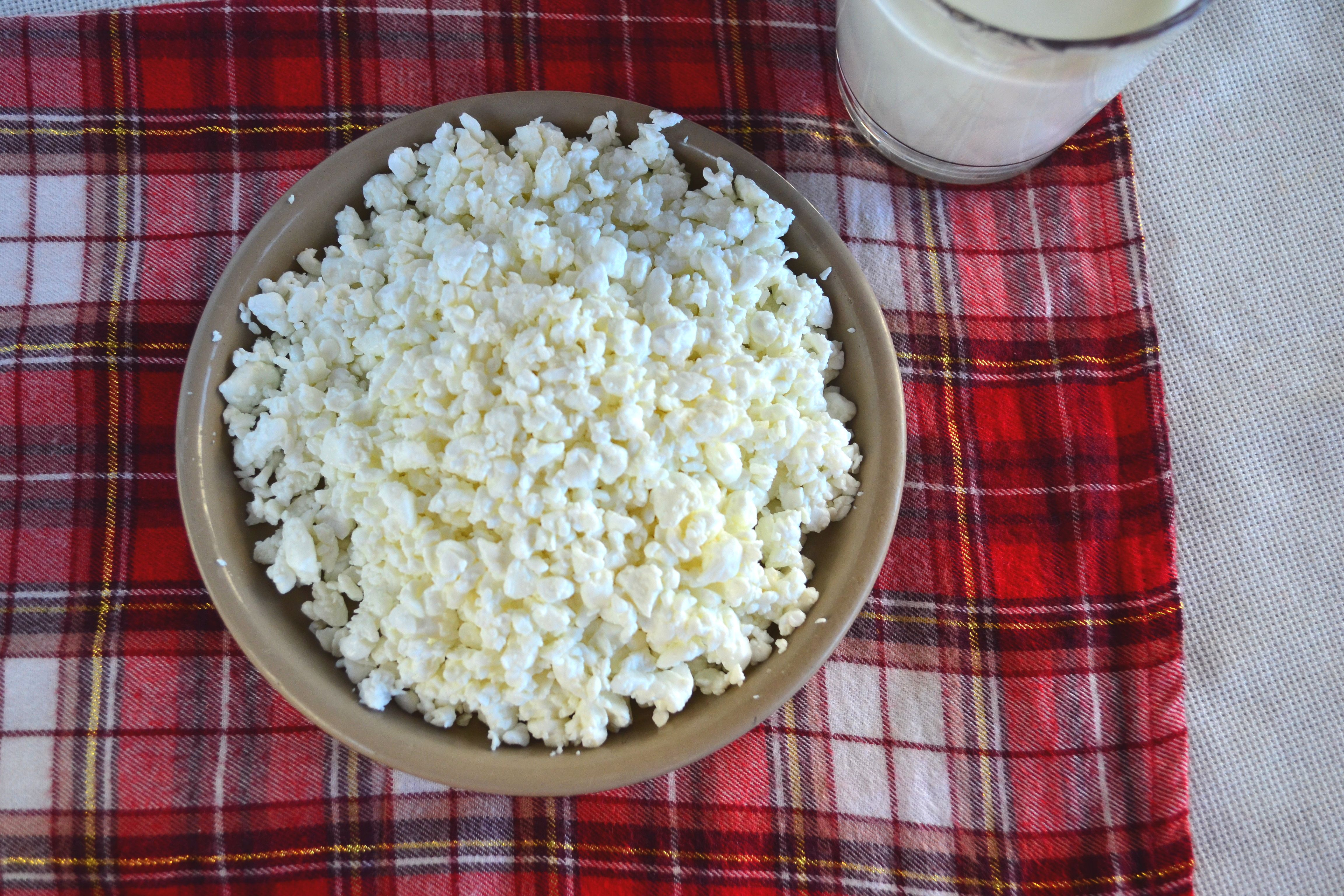
Домашній сир

Виготовлення сиру — багатостадійний процес, і на кожній стадії можливі варіації, що сильно впливають на фінальний результат.
1. Підготовка молока — сир частіше за все роблять з коров'ячого молока, хоча для багатьох сортів використовують молоко інших тварин: овече, козяче, кобиляче, буйволяче, верблюдяче, молоко лами, оленя, ослиці чи яка. Для деяких сортів сиру використовують суміш різних видів молока. Зазвичай, молоко пастеризують, хоча іноді використовують сире. Але промислові виробники пастеризують молоко, навіть якщо законодавство не вимагає цього, через велику кількість повідомлень про небезпеку для здоров'я, що мають сири з непастеризованого молока.[10] Для виготовлення деяких сортів сиру використовують знежирене молоко.
2. Вурдження — до молока додається закваска, через що воно починає згортатися. Закваска може бути молочно-кислою, або сичужною (також можливе послідовне використання обох видів). Іноді може використовуватись пепсин[11], оцтова або лимонна кислота. Також існує веганська альтернатива сичужного ферменту — ферментація гриба Mucor miehei, або витяги з різних видів будяків роду артишок.
3. Відділення сироватки. Іноді сирну масу нагрівають, щоб прискорити цей процес. На цьому ж етапі в нього додають спеції та інші інгредієнти, що визначають індивідуальний смак.
4. Пресування. Метою пресування є з'єднання сирних зерен в монолітний шматок, а також вичавлювання залишків сироватки. Для багатьох сортів цей етап пропускається, або ж обмежується самопресуванням — пресуванням під дією власної ваги.[12]
5. Соління. Сир можуть солити, або занурювати в сольовий розчин.
6. Дозрівання. Сир відносять в спеціальне приміщення, часто льох (погреб), де він дозріває. В цей час за ним ретельно доглядають, іноді миють. Також на цьому етапі його можуть коптити, обсипати прянощами, тощо. Смак сиру залежить від того, при якій температурі і вологості він визріває. Зазвичай цей процес триває від кількох днів до кількох років.

Від способу і сили пресування, а також від тривалості дозрівання, залежить твердість сиру — за цим параметром вони поділяються на:
- м'які;
- напівтверді;
- тверді.

### Сири свіжі
Ці сири мають пастоподібну, водянисту консистенцію, не містять солі. Термін зберігання — дуже короткий. Для отримання м'якого сиру в молоко для скисання додають сичужний фермент та залишають до утворення згустку. Потім розкладають масу у марлеві торбинки для стікання сироватки. До цього виду належать сир Маскарпоне, Рикота та ін.

### Сири не варені пресовані
Цей тип сиру має тверду шкірку та ніжну сирну масу жовтуватого кольору. Виготовляються з подрібненої сирної маси, яку викладають у форми, потім пресують. Після нетривалого висихання сир поміщають у ванну з розсолом. Потім розміщують на полицях для дозрівання, яке триває від 1 до 12 місяців. До цих сирів належать Едам, Гауда, Пекоріно.

### Сири варені пресовані
Сирні головки великого розміру, зі світлою скоринкою. Сирна маса — блідо-жовтого кольору. Виготовляють з вистояного вечірнього молока, змішаного з ранковим. Спочатку суміш молока підігрівають до температури 30-32°С, потім додають сичужний фермент, і через 30-35 хвилин утворюється сирний згусток. Далі температуру підвищують до 50-60°С. Після подрібнення згустку, сир викладають у форми, пресують, висушування та солять. Дозрівання цього сиру може тривати понад рік. Найцінніші сири виготовляють лише з літнього молока. До цих сирів належать Емменталь, Пармезан, Грана падано, Грюєр.

### М'які сири з цвіллю
Сири цієї групи м'які та жирні, покриті світлою скоринкою з білої цвілі (плісняви). Сирна маса — блідо-жовтого кольору. Після згортання молока за допомогою сичужного ферменту її пресують, висушують, солять та обробляють розчином грибка. Через деякий час під час дозрівання на поверхні сиру утворюється біла скоринка, яка є, власне, проявом колонії бактерії Penicillium camemberti. Цей процес триває від 2-х до 6-ти тижнів. До цих сирів належать Камамбер, Брі, Кулом'є та інші.

### М'які сири з обмитими краями
Ці сири мають червоний колір на зрізі та досить гострий смак. Під час дозрівання сир періодично промивають підсоленою водою, що обумовлює утворення червоної цвілі замість зеленої. До цих сирів належать Марой, Ліваро, Мюнстер.

### Сири з блакитною цвіллю
Відмінність цих сирів — цвіль зелено-блакитного кольору в м'якій сирній масі. Більшість цих сирів виготовляють із коров'ячого молока. Молоко ферментують за температури 30 °C. Після утворення сирної маси її перекладують у форми та поступово висушують протягом 7-14 днів. За допомогою спеціального обладнання сир проколюють, щоб ввести до отворів спори пліснявих грибків напр. Penicillium roqueforti. До цих сирів належать: Рокфор, Данаблю, Горгондзола.

### Сири з овечого та козячого молока
Сири білого чи сірого кольору з яскраво вираженим солоним смаком. До цього виду належать бринза, фета, Сент-Мор, Шевр.

### Плавлені сири
Ці сири вирізняє однорідна та м'яка консистенція. Плавлені сири виготовляють за допомогою солей-плавителів із твердих сирів одного чи декількох сортів, з додаванням вершкового масла, сметани.

### Розсільні сири
Характерною особливістю є визрівання і подальше зберігання в розсолі аж до самого споживання. Містять високий вміст солі (4-7 %) і вологи (47-53 %). Через те, що сир постійно занурений в рідину, скоринка на таких сирах не утворюється.

### Веганський сир
Не є сиром в звичайному розумінні цього слова, бо виготовляється не з молока тварин, а з соєвого, мигдалевого або кокосового молока, іноді з використанням молока кеш'ю. Для загустіння використовується крохмаль і агар-агар.
Деякі веганські страви, що називаються «сир» взагалі не містять молока (навіть рослинного походження). Іноді соєвим сиром називають тофу.

## Корисність сиру
Сир — один з найкалорійніших продуктів харчування. Поживча цінність зумовлена високою концентрацією білків та жирів. Залежно від сорту, в 100 г міститься 15-27 % білків, 20-32 % жирів. Енергетична цінність 100 г сиру становить до 450 ккал.
Сир — це джерело кальцію, фосфору, вітамінів А, В2, В12, амінокислот і білку. Цей продукт засвоюється організмом майже на 100 %. Цей продукт обов'язковий у раціоні дітей, підлітків, вагітних жінок, а також людей, які витрачають упродовж дня багато енергії.
Тверді сорти сиру, до того ж, допомагають зберегти здоров'я зубів. Цей продукт не дозволяє бактеріям, що живуть у порожнині рота, виробляти кислоту, яка руйнує зубну емаль.

## Виробництво і споживання сиру у світі

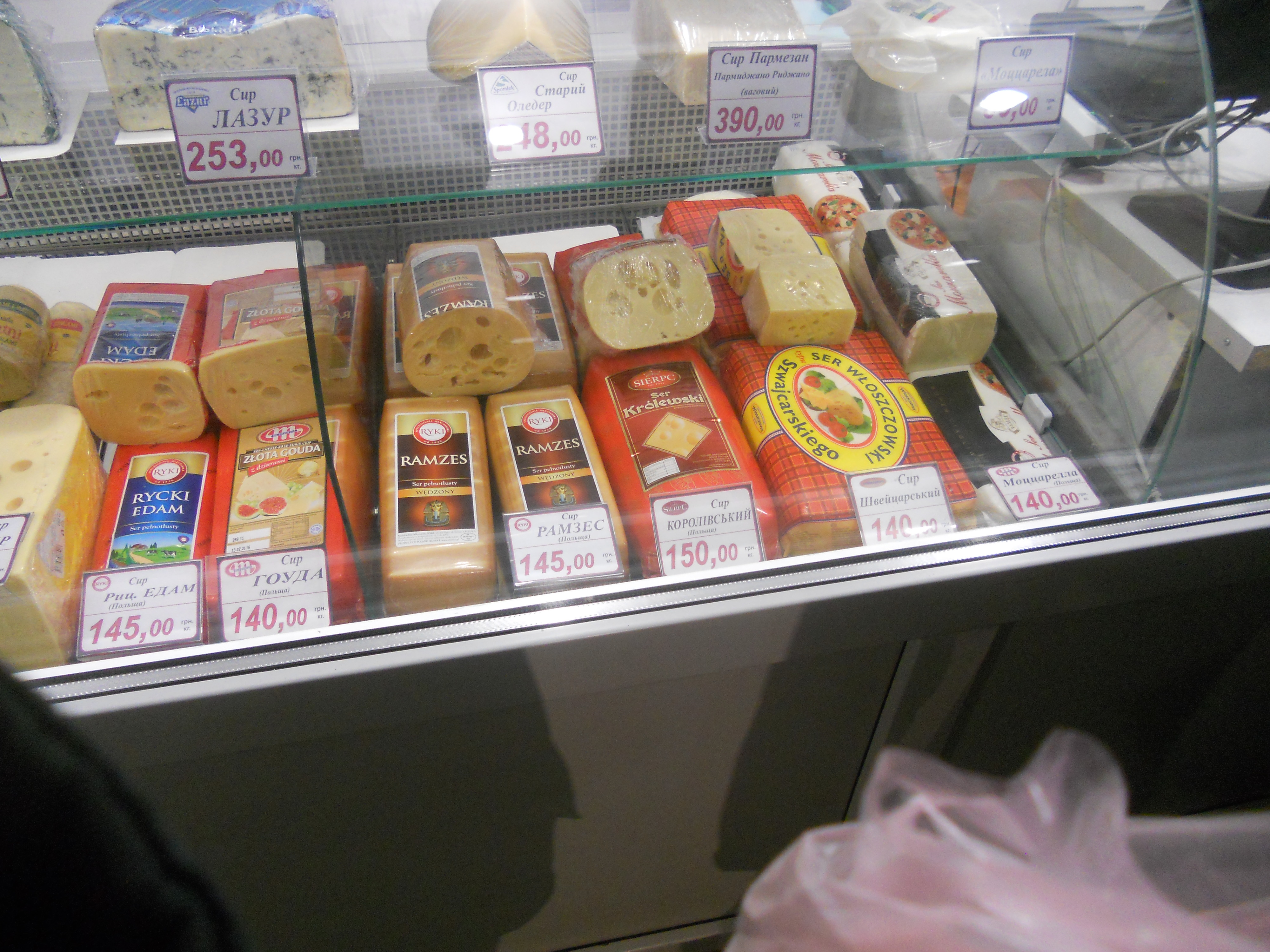
Сирний магазин у Києві, ст м. Лісова, 2015

Сир є одним з основних кінцевих продуктів сільського господарства. Найбільшим виробником сиру є США, приблизно 30 % світового виробництва, на наступних місцях знаходяться Німеччина та Франція.
За даними «Практичного довідника експортера молочної продукції» Україна перебуває серед країн-експортерів сиру у світі на 15 місці, на душу населення споживається 3,5 кг сиру нарік. Це дуже мало в порівнянні з країнами ЄС та США, де цей показник становить 16-19 кг на душу населення.
| Номер | Країна            | Виробництво сиру (в тисячах тонн) |
| ----- | ----------------- | --------------------------------- |
|       | Європейський Союз | 9,610 (2015) / 9,560 (2014)       |
| 1     | США               | 5,299 (2015) / 5,194 (2014)       |
| 2     | Франція           | 1,940 (2014)                      |
| 3     | Німеччина         | 1,893 (2014)                      |
| 4     | Італія            | 1,176 (2014)                      |
| 5     | Нідерланди        | 772 (2014)                        |
| 6     | Росія             | 850 (2015) / 760 (2014)           |
| 7     | Бразилія          | 751 (2014)                        |
| 8     | Польща            | 744 (2014)                        |
| 9     | Туреччина         | 631 (2014)                        |
| 10    | Аргентина         | 570 (2014)                        |
| 11    | Канада            | 400 (2014)                        |
| 12    | Іспанія           | 388 (2014)                        |
| 13    | Велика Британія   | 378 (2014)                        |
| 14    | Данія             | 369 (2014)                        |
| 15    | Нова Зеландія     | 347 (2014)                        |
| 16    | Австралія         | 330 (2014)                        |
| 17    | Мексика           | 282 (2014)                        |
| 18    | Греція            | 190 (2014)                        |
| 19    | Білорусь          | 190 (2014)                        |
| 20    | Ірландія          | 188 (2014)                        |
| 21    | Швейцарія         | 185 (2014)                        |
| 22    | Австрія           | 172 (2014)                        |
| 23    | Норвегія          | 106 (2014)                        |
| 24    | Литва             | 103 (2014)                        |
| 25    | Україна           | 100 (2014)                        |
| 26    | Швеція            | 88 (2014)                         |
| 27    | Бельгія           | 85 (2014)                         |
| 28    | Болгарія          | 77 (2014)                         |
| 29    | Угорщина          | 75 (2014)                         |
| 30    | Румунія           | 75 (2014)                         |
| 31    | Португалія        | 73 (2014)                         |
| 32    | Японія            | 42 (2014)                         |
| 33    | Естонія           | 41 (2014)                         |
| 34    | Латвія            | 35 (2014)                         |
| 35    | Словаччина        | 33 (2014)                         |
| 36    | Південна Корея    | 24 (2014)                         |
| 37    | Кіпр              | 20 (2014)                         |
| 38    | Словенія          | 17 (2014)                         |
| 39    | Філіппіни         | 2 (2014)                          |
| 40    | Хорватія          | 2 (2013)                          |

Найбільшим у світі експортером сиру у грошовому еквіваленті є Франція; натомість за масою — Німеччина. Серед десяти найбільших експортерів лише Ірландія, Нова Зеландія, Нідерланди та Австралія мають виробництво зорієнтоване, в основному, на експорт: відповідно 95 %, 90 %, 72 % і 65 % їхнього виробництва експортується. Франція експортує лише 30 % виготовленого сиру. Сполучені Штати, найбільший світовий виробник, як експортер практично не виступає, більшість виготовленого сиру споживається на внутрішньому ринку.
| Головні експортери сиру (цільномолочна продукція) — 2004 (вартість у тис. $) | Головні експортери сиру (цільномолочна продукція) — 2004 (вартість у тис. $) |
| ---------------------------------------------------------------------------- | ---------------------------------------------------------------------------- |
| Франція                                                                      | 2,658,441                                                                    |
| Німеччина                                                                    | 2,416,973                                                                    |
| Нідерланди                                                                   | 2,099,353                                                                    |
| Італія                                                                       | 1,253,580                                                                    |
| Данія                                                                        | 1,122,761                                                                    |
| Австралія                                                                    | 643,575                                                                      |
| Нова Зеландія                                                                | 631,963                                                                      |
| Бельгія                                                                      | 567,590                                                                      |
| Ірландія                                                                     | 445,240                                                                      |
| Велика Британія                                                              | 374,156                                                                      |

Найбільшими імпортерами сиру є Німеччина, США та Італія.
| Головні споживачі сиру — 2009 | Загальне річне споживання сиру (кг) на особу |
| ----------------------------- | -------------------------------------------- |
| Греція                        | 31.1                                         |
| Франція                       | 26.1                                         |
| Ісландія                      | 25.4                                         |
| Німеччина                     | 22.6                                         |
| Швейцарія                     | 21.4                                         |
| Нідерланди                    | 21.0                                         |
| Італія                        | 20.9                                         |
| Фінляндія                     | 20.7                                         |
| Туреччина                     | 19.4                                         |
| Швеція                        | 18.9                                         |
| Австрія                       | 17.4                                         |
| Чехія                         | 16.7                                         |
| Ізраїль                       | 16.4                                         |
| Норвегія                      | 15.3                                         |
| США                           | 14.8                                         |
| Канада                        | 12.3                                         |
| Австралія                     | 12.0                                         |
| Аргентина                     | 11.3                                         |
| Угорщина                      | 11.0                                         |
| Велика Британія               | 10.9                                         |
| Польща                        | 10.8                                         |

У Греції за три чверті споживання відповідає фета. Емменталь (вживаний здебільшого як складова страв) та Камамбер є найпоширенішими у Франції. Споживання сиру різко збільшується у США (майже потроєння між 1970 та 2003 роком), найпопулярнішим сиром тут є моцарела, яка відповідає за третину споживання, в основному, як складова піци.

## Цікаві факти
- За інформацією газети Дейлі мейл в сирі міститься амінокислота триптофан, яка сприяє зняттю стресу.
- Британські дослідники, вивчивши раціон мишей, дійшли до висновку, що гризуни віддають перевагу їжі з високим вмістом цукру (зерновим, фруктам), а не сиру.
- Найбільша головка сиру була виготовлена 1988 р. у США. Маса її становила 18 171 кг.
- Якщо свіжий сир кислий на смак, його на годину заливають кип'яченим молоком і тоді відкидають на друшляк. Якщо ж кислота збереглася, цю процедуру повторюють ще раз.[4]
- Більшість китайців відчувають огиду, коли бачать, як їдять звичайний сир.[24]
- Згідно з останніми дослідженнями, характерні дірки в швейцарських сирах утворюються не через діяльність молочнокислих бактерій, а через мікроскопічні шматочки соломи, що потрапляють в сир. В останні роки, завдяки механізації процесу доїння, кількість таких частинок зменшилася, і так само менше стало дірок.

## Галерея

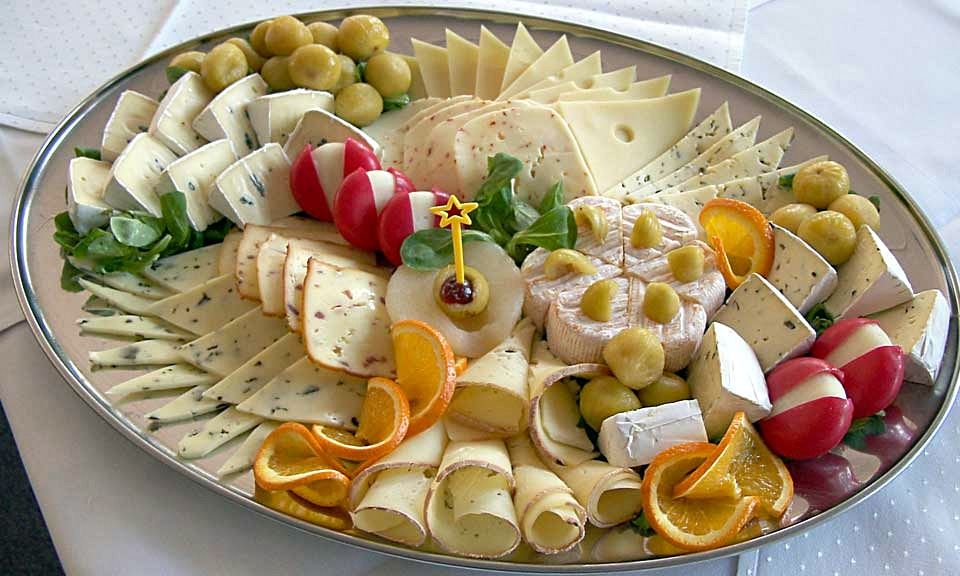
Тарілка з різними видами сирів.

## Види сирів
- Брі
- Бринза
- Вершковий сир
- Гауда
- Горгондзола
- Грюєр
- Едам
- Емменталь
- Камамбер
- Лімбургер
- Маскарпоне
- Моцарела
- Пармезан
- Рокфор
- Сулугуні
- Сир домашній
- Фета
- Чеддер
- Швейцарський сир